# Thamm (Senftenberg)

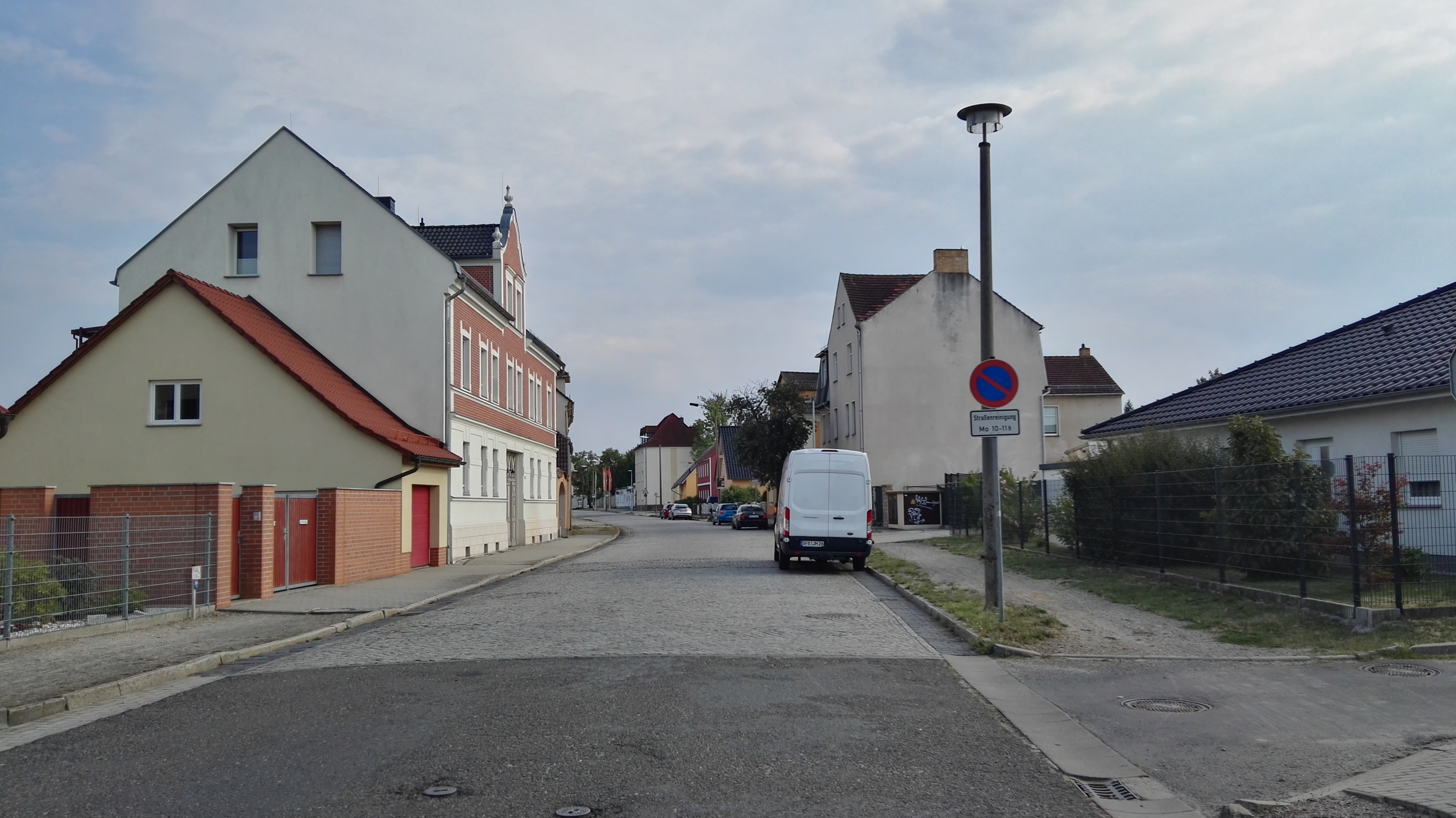
Die August-Bebel-Straße in der früheren Gemeinde Thamm

Thamm (niedersorbisch Gat) war eine frühere Gemeinde, die am 1. Oktober 1920 in die Stadt Senftenberg eingemeindet wurde. Der Ort liegt heute auf dem Gebiet des Landkreises Oberspreewald-Lausitz im Bundesland Brandenburg.

## Lage
Thamm lag nordwestlich von Senftenberg und grenzte im Uhrzeigersinn im Norden beginnend an die Gemeinden Rauno, Senftenberg, Jüttendorf, Neusorge und Sauo. Das historische Gemeindezentrum waren die heutige August-Bebel-Straße und Rudolf-Breitscheid-Straße in Senftenberg. Der Ort lag somit an den Bahnstrecken Lübbenau–Kamenz und Großenhain–Cottbus.

## Geschichte

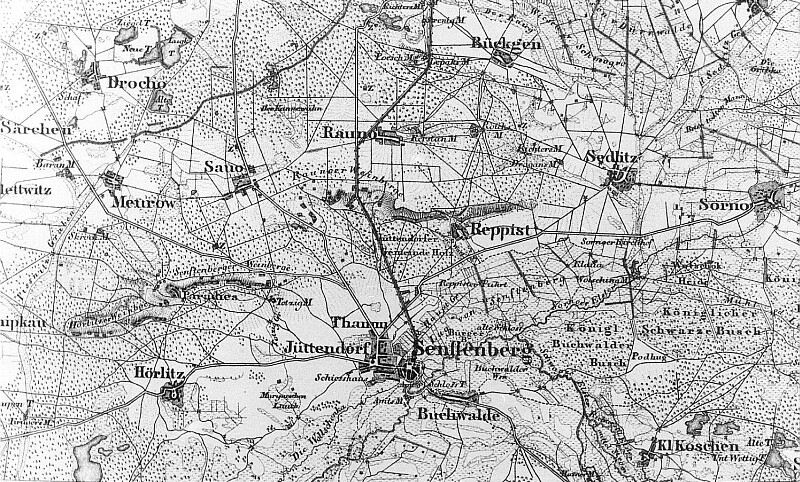
Thamm auf einer Topographischen Karte (ca. 1850)

Der Ortsname von Thamm ist eine Verkürzung für Auf’m Thamm beziehungsweise Auf dem Damm, die darauf zurückgeht, dass die Siedlung auf einem Damm gebaut wurde. Das gleiche Namensmotiv findet man auch bei der Benennung der Nachbarsiedlung Neusorge. Der niedersorbische Ortsname „Gat“ bedeutet wörtlich übersetzt „Teich“. Erstmals urkundlich erwähnt wurde Thamm im Jahr 1550 als Vorwerk des Ortes Jüttendorf, nachdem dort die Bewohner eines nach der Erweiterung des Senftenberger Schlossteiches aufgegebenen Vorwerks angesiedelt wurden. Die Bewohner des Ortes waren überwiegend Häusler. Während des Dreißigjährigen Krieges wurden die Dörfer Thamm und Jüttendorf auf Befehl des kaiserlichen Generals Melchior von Hatzfeldt angezündet, der Ort brannte größtenteils nieder.
Am 1. Oktober 1920 wurde Thamm nach Senftenberg eingemeindet. Die Ortsbezeichnung ist heute aus Kartenwerken verschwunden und Thamm vollständig von Senftenberger Stadtgebiet umschlossen.